# Asmaa James
Asmaa James (Freetown) es una periodista sierraleonesa y activista por los derechos de las mujeres. Según la lista de 100 Mujeres de la BBC de 2019, es una de las 100 mujeres más inspiradoras e influyentes del mundo.

## Trayectoria
James creció como huérfana en Pujehun. En 2016, fue seleccionada para el premio Mandela Washington Fellowship for Young African Leaders, dándole la oportunidad de perfeccionar sus habilidades y desarrollarse profesionalmente en una institución de educación superior en los Estados Unidos.
Actualmente es la presentadora de " Buenos días Sierra Leona ", un programa de derechos humanos en Radio Democracia 98.1. Anteriormente trabajó como reportera de radio. Tuvo el cargo de gerente de la estación de Radio Democracia (www.radiodemocracy.sl), una estación de radio independiente, propiedad de la sociedad civil. También desempeñó el puesto de vicepresidenta del Sierra Leone Reporters Union y el de presidenta de Women in the Media Sierra Leone (WIMSAL), una organización que apoya el avance de las mujeres en los medios de comunicación y brinda protección y desarrollo de capacidades para sus miembros.
James creó la Fundación Asmaa James, después de la epidemia de ébola. Su fundación brinda apoyo a niñas de entornos desfavorecidos al brindarles acceso a educación sobre salud reproductiva, becas, tutoría y habilidades en supervivencia. En diciembre de 2018, inició la campaña del Martes Negro para protestar contra el aumento de la violación y abuso de niñas menores de 12 años. Esta campaña animó a las mujeres a vestirse de negro el último martes de cada mes. La campaña influyó en que el presidente en funciones declarase un estado de emergencia por violación y reformase las políticas en torno a la violencia sexual.

## Premios y reconocimientos
- 2014 - James fue reconocida como la periodista más destacada en Sierra Leona por la Comisión de Medios Independientes.[1]
- 2016 - Mandela Washington Fellow.[4]
- 2019 - Reconocida como una de las 100 mujeres de la BBC.